# گریفین بل
گریفین بویت بل (Griffin Boyette Bell) (زادهٔ ۳۱ اکتبر ۱۹۱۸ – درگذشتهٔ ۵ ژانویه ۲۰۰۹)، هفتاد و دومین دادستان کل ایالات متحده در دوره ریاست جمهوری جیمی کارتر بود. پیش از آن، وی قاضی فدرال ایالات متحده در دادگاه استیناف حوزه پنجم ایالات متحده آمریکا بود.

## تحصیلات و حرفه
گریفین در ۳۱ اکتبر ۱۹۱۸ در امریکاس، جورجیا بدنیا آمد. وی از ۱۹۴۲ تا ۱۹۴۶ میلادی در سپاه سررشته دار و سپاه حمل و نقل ارتش ایالات متحده خدمت کرد. مأموریت وی در فورت لی، ویرجینیا بود. وی تا درجه نظامی سرگرد ترفیع نمود. پس از ترک ارتش، بل مدرک لیسانس حقوق خود را در ۱۹۴۸ میلادی از مدرسه حقوق دانشگاه مرسر کسب کرد. وی از ۱۹۴۸ تا ۱۹۵۲ میلادی به‌طور خصوصی به عنوان وکیل در ساوانا، جورجیا کار کرد. وی از ۱۹۵۲ تا ۱۹۵۳ میلادی در روم، جورجیا و از ۱۹۵۳ تا ۱۹۶۱ در کینگ و اسپالدینگ در آتلانتا، به کار خود در حوزه حقوقی به‌طور خصوصی ادامه داد. وی از ۱۹۵۹ تا ۱۹۶۱ میلادی رئیس دفتر فرماندار ارنست واندیور بود.

## خدمت در قوه قضاییه فدرال
بل از سوی رئیس‌جمهور جان اف. کندی، زمانی که مجلس سنای ایالات متحده در تعطیلات بود، در ۵ اکتبر ۱۹۶۱ به عنوان قاضی دادگاه استیناف حوزه پنجم ایالات متحده آمریکا گماشته شد، کرسی جدید که با تنفیذ قانون همگانی 70-80 (75 Stat. 80) ایجاد شده بود. وی در ۱۵ ژانویه ۱۹۶۲ برای همان سمت از سوی رئیس‌جمهور کندی به مجلس سنا معرفی شد. وی در ۵ فوریه ۱۹۶۲ از سوی مجلس سنای ایالات متحده تأیید گردیده و مأموریت رسمی وی از ۹ فوریه ۱۹۶۲ آغاز شد. وی از ۱۹۷۳ – ۱۹۷۶ میلادی به عنوان عضو مرکز قضایی فدرال خدمت کرد. وی در ۱ مارس ۱۹۷۶ از سمت خود کناره‌گیری نموده و دوره خدمت وی به پایان رسید.

### نقش در انتخابات فرمانداری ۱۹۶۶ جورجیا
پس از انتخابات بحث‌برانگیز فرمانداری ۱۹۶۶ جورجیا میان دموکرات لیستر مادوکس و جمهوری‌خواه هوارد «بو» کالاوی، بل به قاضی جمهوری‌خواه البرت توتل ملحق شده و به حکم مجلس قانون‌گذاری جورجیا مبنی بر اینکه در صورت عدم دریافت حداکثر رأی توسط هیچ‌یک از نامزدان در انتخابات سراسری، مجلس قانون‌گذاری فرماندار را انتخاب خواهد کرد، حمله نمودند. این دو قاضی نتیجه‌گیری نمودند که اختصاص رأی توسط مجلس قانون‌گذاری به‌طور نادرست، ممکن است منتج به کم شدن تعداد رأی نامزدی شود که آرای بیشتری کسب نموده‌است که در این مورد کالاوی بود. بل انتخاب فرماندار از سوی مجلس قانون‌گذاری را به نظام واحد شهرستان تشبیه نمود، نوعی از الکترال کالج که قبلاً در جورجیا برای انتخاب فرماندار مروج بود و بعداً توسط دادگاه عالی ایالات متحده باطل گردید. بل و توتل حکم خود را برای مدت موقت به تعلیق درآوردند تا فرصت استیناف خواهی در دادگاه عالی ایالات متحده فراهم گردد، آنها همچنین پیشبینی نمودند که تا زمانی که مجلس قانون گذاری فرماندار را انتخاب نکند، ایالت می‌تواند این بن‌بست را حل نماید. در یک تصمیم‌گیری پنج در مقابل دوم که معروف به فورستون در مقابل موریس بود، دادگاه عالی تصمیم حقوقی بل-توتل را رد نموده و به مجلس قانون‌گذاری دستور داد تا فرماندار را از میان مادوکس و کالاوی انتخاب نماید. دو قاضی لیبرال، ویلیام او داگلاس و ابی فورتاس، بر خلاف انتخاب فرماندار از سوی مجلس قانون‌گذاری استدلال نمودند، اما اکثریت در دادگاه که این بار توسط هیوگو بلک رهبری می‌شد، به تصمیم صریح محکمه متوصل شده و در نهایت راه را برای انتخاب مادوکس به عنوان فرماندار باز نمودند.

## خدمت به عنوان دادستان کل
بل در ۱۹۷۶ میلادی برای مدت کوتاهی دوباره به کار خصوصی خود به آتلانتا بازگشت. رئیس‌جمهور جیمی کارتر در ۱۹۷۷ میلادی بل را به عنوان دادستان کل ایالات متحده گماشت، سمتی که وی تا ۱۹۷۹ میلادی در آن خدمت نمود.

### کیفرخواست ال. پاتریک گری
دادستان کل بل، کیفرخواست سرپرست پیشین اداره تحقیقات فدرال (اف‌بی‌آی) ال. پاتریک گری، مارک فلت و معاون پیشین اف‌بی‌آی ادوارد میلر، را بخاطر اجازه دادن به ورود غیرقانونی فعالین سیاسی بنیادگرای نیویورک، در ۱۰ آوریل ۱۹۷۸ اعلام نمود. بل درخواست نمود که هرگونه فعالیت‌های غیرقانونی که اجازه آن داده شده‌است باید به‌طور کتبی ارایه گردد. پنج دادستان در وزارت دادگستری بخاطر بی‌میلی دادستان بل برای تحت پیگرد قرار دادن برخی از کارکنان وزارت که متهم به دخالت در فعالیت‌های غیرقانونی مرتبط با جاسوسی داخلی بودند، استعفا دادند.

## فعالیت‌ها در اواخر زندگی
بل در ۱۹۷۹ میلادی دوباره به آتلانتا بازگشته و به کار خصوصی در حوزه حقوقی تا هنگام مرگ خود در ۲۰۰۹ میلادی ادامه داد. بل در سپتامبر ۲۰۰۴ به عنوان قاضی ارشد دادگاه کمیسیون بررسی نظامی ایالات متحده گماشته شد. زمانی که به دلیل وضعیت سلامتی نا مساعد بل، دو پرونده در ژوئیه ۲۰۰۷ برای استیناف خواهی به دادگاه ارجاع گردید، فرانک جی. ویلایمز جایگزین بل شد.

## مرگ
گریفین بل در ۵ ژانویه ۲۰۰۹ در آتلانتا درگذشت. طبق گزارش آسوشیتد پرس، بل بخاطر عوارض بیماری سرطان لوزالمعده تحت درمان قرار داشت و همچنین از دیر زمانی از بیماری کلیه رنج می‌برد. فرماندار سانی پردو دستور داد تا در روز خاکسپاری ی در ۷ ژانویه ۲۰۰۹، پرچم ایالات متحده در ایالت جورجیا را به حالت نیمه برافراشته درآورند. وی در گورستان امریکوس اوک گروو در قسمت جنوبی N3 به خاک سپرده شده‌است و کتیبهٔ به متن «سرباز میهن، وکیل مدافع، قاضی استیناف فدرال، دادستان کل ایالات متحده» در سنگ قبر وی نوشته شده‌است.

## میراث
بل رابطه دیرین با انجمن تاریخی جورجیا (GHS) داشت. وی برای بیش از نیم دهه عضو این انجمن بوده و از ۱۹۹۶ میلادی تا زمان مرگ خود به عنوان رئیس افتخاری هیئت مشاوره این انجمن خدمت کرد. بل مقالات و اسناد خود را در ۲۰۰۸ میلادی به انجمن تاریخی جورجیا اهدا نمود که امروزه نیز برای پژوهش در دسترس هستند. برای دسترسی به مقالات گریفین بی. بل، از کمک جستجو در وبسایت انجمن تاریخی جورجیا استفاده نمایید.

## افتخارات و جوایز
بخاطر تقدیر از دستاوردهای بل و سپاسگذاری از تلاش‌های وی برای ترویج اشتیاق به دانشگاهی که وی در آن آموزش دیده بود، دانشگاه ایالتی جنوب‌غربی ویرجینیا دکترای افتخاری انسانیات را در دسامبر ۲۰۰۸ به بل اعطاء نمود.